# Kameničná (Slovacchia)
Kameničná (in ungherese Keszegfalva) è un comune della Slovacchia facente parte del distretto di Komárno, nella regione di Nitra.